# Niko Eeckhout
Niko Eeckhout (Izegem, 16 de desembre de 1970) és un ciclista belga, professional des del 1993 al 2013.
En el seu palmarès hi ha una cinquantena de victòries, destacant nombroses clàssiques belgues i, sobretot, el Campionat de Bèlgica de ciclisme en ruta de 2006.

## Palmarès
- 1992
  - 1r a la Kattekoers
  - Vencedor d'una etapa a la Volta a la Província de Lieja
  - Vencedor d'una etapa a la Volta a Bèlgica amateur
- 1993
  - 1r al Circuit de les Ardenes flamenques - Ichtegem
  - 1r al Circuit de Meetjesland
  - 1r al Circuit de les ribes flamenques de l'Escalda
  - Vencedor de 2 etapes del Tour de Poitou-Charentes
- 1995
  - 1r a l'Omloop Mandel-Leie-Schelde
- 1996
  - 1r al Campionat de Flandes
  - 1r al Gran Premi de Lillers
  - 1r a la Zellik-Galmaarden
- 1997
  - 1r al Gran Premi de Lillers
- 1998
  - 1r al Campionat de Flandes
- 1999
  - 1r a la Gullegem Koerse
- 2000
  - 1r al Gran Premi Rudy Dhaenens
  - 1r al Campionat de Flandes
  - 1r al Circuit de Houtland
  - 1r al Circuit de la Costa Oest
- 2001
  - 1r a l'Étoile de Bessèges i vencedor d'una etapa
  - 1r al Memorial Rik van Steenbergen
  - 1r al Gran Premi Jef Scherens
  - 1r a l'A través de Flandes
  - 1r a la Delta Profronde
  - Vencedor d'una etapa de la Volta a Dinamarca
  - Vencedor d'una etapa del Circuit Francobelga
- 2003
  - 1r al Memorial Rik van Steenbergen
  - Vencedor d'una etapa del Tour de Valònia
- 2004
  - 1r a la Delta Profronde
  - Vencedor d'una etapa de la Ster Elektrotoer
- 2005
  - 1r a l'A través de Flandes
  - 1r al Gran Premi d'Isbergues
  - 1r al Circuit de les ribes flamenques de l'Escalda
  - Vencedor d'una etapa dels Tres dies de La Panne
  - Vencedor d'una etapa del Circuit Francobelga
- 2006
  - Vencedor de l'UCI Europa Tour
  -  Campió de Bèlgica de ciclisme en ruta
  - 1r al Circuit de Waasland
  - 1r als Tres dies de Flandes Occidental i vencedor d'una etapa
  - 1r al Memorial Rik van Steenbergen
  - 1r al Campionat de Flandes
  - Vencedor d'una etapa del Circuit Francobelga
- 2007
  - 1r al Circuit de Waasland
- 2008
  - 1r al Circuit de Waasland
  - 1r al Gran Premi Marcel Kint
- 2009
  - 1r al Memorial Rik van Steenbergen
  - 1r al Gran Premi de la vila de Zottegem
  - Vencedor de 2 etapes de la Volta a Extremadura
  - Vencedor d'una etapa del FBD Insurance Rás
- 2010
  - Vencedor d'una etapa de l'Étoile de Bessèges
  - Vencedor d'una etapa de la Ronda de l'Oise
- 2011
  - Vencedor d'una etapa dels Tres dies de Flandes Occidental
- 2012
  - 1r a l'Omloop der Kempen
  - 1r a la Copa Sels